# SN 2000eb
SN 2000eb – supernowa typu Ia odkryta 25 października 2000 roku w galaktyce A021025-0525. W momencie odkrycia miała maksymalną jasność 23,60m.